# タキゾイト
タキゾイト（英: tachyzoite）とは、アピコンプレックス門の原虫のうち、中間宿主を必要とする種において中間宿主の細胞内で急速に発育し、形成される娘虫体。同義語としてエンドゾイト（英: endozoite）、増殖型（英: proliferative form）。タキゾイトは分裂により増殖した後、細胞を破壊して細胞外へ移行し、新しい細胞へ侵入し、増殖をするというサイクルを繰り返す。この時期を宿主が耐過するとシストを形成する。ヒトやブタでのトキソプラズマ Toxoplasma gondii 感染例ではこの時期にトキソプラズマ症を示す。タキゾイトは他宿主への感染源となる。